# Andrena repanda
Andrena repanda är en biart som beskrevs av Laberge 1967. Andrena repanda ingår i släktet sandbin, och familjen grävbin. Inga underarter finns listade i Catalogue of Life.